# The Ryan White Story
The Ryan White Story é um telefilme de drama biográfico americano de 1989, estrelado por Lukas Haas e Judith Light, dirigido por John Herzfeld. O filme foi ao ar pela primeira vez na rede ABC em 16 de janeiro de 1989. É baseado na história real do adolescente americano Ryan White, que se tornou um garoto-propaganda nacional do HIV/AIDS nos Estados Unidos, após ser expulso do ensino médio porque de sua infecção. A classificação da Nielsen estimou que o filme foi visto por 15 milhões de telespectadores na exibição original.
Após a exibição, alguns residentes da cidade natal de White, Kokomo, Indiana, sentiram que o filme retratava injustamente a cidade sob uma luz negativa. O gabinete do prefeito de Kokomo, Robert F. Sargent, foi inundado com reclamações de todo o país. Outros no filme incluíam Nikki Cox como a irmã de Ryan, Andrea, Sarah Jessica Parker como uma enfermeira simpática, George Dzundza como o médico de Ryan e George C. Scott como o advogado de Ryan, que argumentou legalmente contra as autoridades do conselho escolar. O Ryan White da vida real fez uma pequena aparição no filme como outro hemofílico que sofre de AIDS chamado Chad. A cena final do filme foi filmada na South Iredell High School em Statesville, Carolina do Norte. Após sua exibição, o filme foi lançado em VHS no Reino Unido.

## Enredo
Ryan White é um adolescente hemofílico que descobre que contraiu AIDS por meio de produtos sanguíneos contaminados e é então impedido de frequentar a escola pela Western School Corporation em Russiaville, Indiana, nos arredores de Kokomo. Ryan e sua mãe contratam os serviços de um advogado poderoso para reconquistar seus direitos básicos de frequentar a escola. Isso se transforma em uma prolongada batalha jurídica de múltiplos recursos, que termina com Ryan sendo autorizado a frequentar a escola com a condição de usar talheres descartáveis no refeitório e ser dispensado de educação física. No entanto, Ryan e sua família também precisam lidar com a intolerância e julgamentos injustos contra eles devido às fofocas e à falta de conhecimento sobre a AIDS. O filme termina com a mãe de Ryan conseguindo uma casa em uma comunidade próxima e Ryan iniciando o ensino médio, onde é calorosamente recebido pelos alunos que foram educados sobre a conscientização sobre a AIDS.

## Elenco
- Lukas Haas como Ryan White
- Judith Light como Jeanne White
- Michael Bowen como Harley
- George Dzundza como Dr. Kleiman
- Sarah Jessica Parker como Laura
- Ryan White como Chad
- Mitch Ryan como Tom
- Grace Zabriskie como Gloria White
- George C. Scott como Charles Vaughan Sr
- Kathy Wagner como Sue Hatch
- Casey Ellison como Heath

## Recepção
O filme recebeu críticas positivas da crítica após a exibição original. The New York Times deu uma crítica favorável após o lançamento, afirmando
“Mais uma vez, o entretenimento televisivo do horário nobre aborda o tema da AIDS através do caso de um jovem hemofílico infectado através de uma transfusão de sangue contaminado. A grande maioria dos pacientes com AIDS são homossexuais e toxicodependentes, mas a televisão aparentemente não está preparada para explorar estes grupos com qualquer grau de compaixão. Jovens inocentes presos por circunstâncias fora de seu controle fornecem ganchos dramáticos muito mais fáceis para exercícios de elevação. Ainda assim, essas histórias são realmente comoventes e servem como veículos para expor a ignorância pública e o preconceito sobre a AIDS. The Ryan White Story é um bom exemplo disso. Os papéis principais são mais detalhados e muito bem tratados. Eles mantêm o filme firmemente unido à medida que a história perturbadora se desenrola. É uma história não só sobre ignorância, mas também sobre uma falta quase total de liderança comunitária esclarecida na cidade de Kokomo. Os moradores estão compreensivelmente preocupados e assustados, mas o pânico pode tomar conta. Não é uma história bonita. Pior, é uma história que não precisava acontecer. A história de Ryan White certamente vale a pena ser contada."
Hal Erickson, do AllMovie, deu ao filme quatro de cinco estrelas e disse: "Apesar de sua tristeza inerente, The Ryan White Story é uma celebração de um jovem ser humano excepcional cuja curta vida tocou tantos outros de uma maneira positiva e edificante."